# Jade Suvrijn
Jade Suvrijn (* 27. April 1995 in Kerkrade, Niederlande) ist eine französische Tennisspielerin.

## Karriere
Suvrijn spielt überwiegend auf Turnieren der ITF Women’s World Tennis Tour, wo sie bislang fünf Einzel- und einen Doppeltitel gewinnen konnte.
2010 bis 2013 trat sie sowohl im Juniorinneneinzel als auch Juniorinnendoppel bei den French Open an, erreichte aber nur 2011 im Juniorinnendoppel mit Partnerin Marine Partaud das Achtelfinale.
2017 erhielt sie eine Wildcard für die Qualifikation zum Hauptfeld im Dameneinzel der French Open, wo sie aber bereits in ihrem Auftaktmatch der Belgierin Alison Van Uytvanck mit 3:6 und 6:71 unterlag.
2018 erhielt sie mit Partnerin Virginie Razzano abermals eine Wildcard für das Hauptfeld im Damendoppel der French Open, wo die Paarung aber ebenfalls bereits in der ersten Runde gegen Latisha Chan und Bethanie Mattek-Sands mit 4:6 und 1:6 verloren.
Ihr bislang letztes internationale Turnier spielte Suvrijn im Juni 2021. Sie wird daher nicht mehr in der Weltrangliste geführt.

## Turniersiege

### Einzel
| Nr. | Datum              | Turnier                  | Kategorie   | Belag | Finalgegnerin          | Ergebnis      |
| --- | ------------------ | ------------------------ | ----------- | ----- | ---------------------- | ------------- |
| 1.  | 22. September 2013 | Santa Margherita di Pula | ITF $10.000 | Sand  | Laura Schaeder         | 6:3, 3:6, 6:3 |
| 2.  | 16. November 2013  | Oujda                    | ITF $10.000 | Sand  | Zarah Razafimahatratra | 4:6, 6:4, 6:3 |
| 3.  | 23. November 2013  | Fès                      | ITF $10.000 | Sand  | Pia König              | 6:4, 4:6, 6:0 |
| 4.  | 30. November 2013  | Fès                      | ITF $10.000 | Sand  | Zarah Razafimahatratra | 7:5, 6:0      |
| 5.  | 14. September 2019 | Dijon                    | ITF W15     | Sand  | Marina Yudanov         | 7:613, 6:2    |

### Doppel
| Nr. | Datum           | Turnier | Kategorie   | Belag | Partnerin          | Finalgegnerinnen                   | Ergebnis |
| --- | --------------- | ------- | ----------- | ----- | ------------------ | ---------------------------------- | -------- |
| 1.  | 18. August 2017 | Mrągowo | ITF $15.000 | Sand  | Angelica Moratelli | Maia Lumsden Anastasija Schoschyna | 6:4, 6:4 |

## Privates
Jade ist die Tochter des ehemaligen niederländischen Fußballnationalspielers Wilbert Suvrijn.